# Orleans Township (Iowa)
Orleans Township est un township, du comté de Winneshiek en Iowa, aux États-Unis.